# Становська сільська рада (Цілинний район)
Становська́ сільська рада (рос. Становской сельский совет) — сільське поселення у складі Цілинного району Курганської області Росії.
Адміністративний центр та єдиний населений пункт — село Станове.
Населення сільського поселення становить 283 особи (2017; 323 у 2010, 522 у 2002).